# Kabaddi nos Jogos Asiáticos de Praia de 2008
As competições de kabaddi nos Jogos Asiáticos de Praia de 2008 ocorreram entre 19 e 22 de outubro. Dois torneios foram disputados.

## Calendário
| Outubro | 18 | 19 | 20 | 21 | 22 | 23 | 24 | 25 | 26 | Finais |
| ------- | -- | -- | -- | -- | -- | -- | -- | -- | -- | ------ |
| Kabaddi |    |    |    |    | 2  |    |    |    |    | 2      |

## Quadro de medalhas
| Ordem | País          | Medalha de ouro | Medalha de prata | Medalha de bronze |   |
| ----- | ------------- | --------------- | ---------------- | ----------------- | - |
| 1     | Índia         | 2               |                  |                   | 2 |
| 2     | Tailândia     |                 | 1                | 1                 | 2 |
| 3     | Paquistão     |                 | 1                |                   | 1 |
| 4     | Bangladesh    |                 |                  | 1                 | 1 |
| 4     | Indonésia     |                 |                  | 1                 | 1 |
| 4     | Coreia do Sul |                 |                  | 1                 | 1 |
| TOTAL | TOTAL         | 2               | 2                | 4                 | 8 |

## Medalhistas
| Evento    | Ouro      | Prata         | Bronze                          |
| Masculino | IND Índia | PAK Paquistão | BAN Bangladesh THA Tailândia    |
| Feminino  | IND Índia | THA Tailândia | INA Indonésia KOR Coreia do Sul |

## Resultados
| Primeira fase[ligação inativa] | Primeira fase[ligação inativa] |
| ------------------------------ | ------------------------------ |
| 1                              | Paquistão                      |
| 2                              | Índia                          |
| 3                              | Bangladesh                     |
| 4                              | Tailândia                      |
| 5                              | Indonésia                      |
| 6                              | Coreia do Sul                  |

| Final | Final                  | Final     |
| ----- | ---------------------- | --------- |
| Índia | 37-32[ligação inativa] | Paquistão |

| Primeira fase[ligação inativa] | Primeira fase[ligação inativa] |
| ------------------------------ | ------------------------------ |
| 1                              | Índia                          |
| 2                              | Tailândia                      |
| 3                              | Indonésia                      |
| 4                              | Coreia do Sul                  |
| 5                              | Malásia                        |

| Final     | Final                  | Final |
| --------- | ---------------------- | ----- |
| Tailândia | 38-65[ligação inativa] | Índia |